# Pont Cestius
Pour les articles homonymes, voir Cestius.
 (décembre 2023).
Si vous disposez d'ouvrages ou d'articles de référence ou si vous connaissez des sites web de qualité traitant du thème abordé ici, merci de compléter l'article en donnant les références utiles à sa vérifiabilité et en les liant à la section « Notes et références ».
Le pont Cestius (Ponte Cestio, ou Ponte San Bartolomeo car il aboutit devant la basilique du même nom), est un pont de Rome, reliant l'île Tibérine à la rive droite du Tibre, notamment le quartier du Trastevere. 

## Histoire, épigraphie

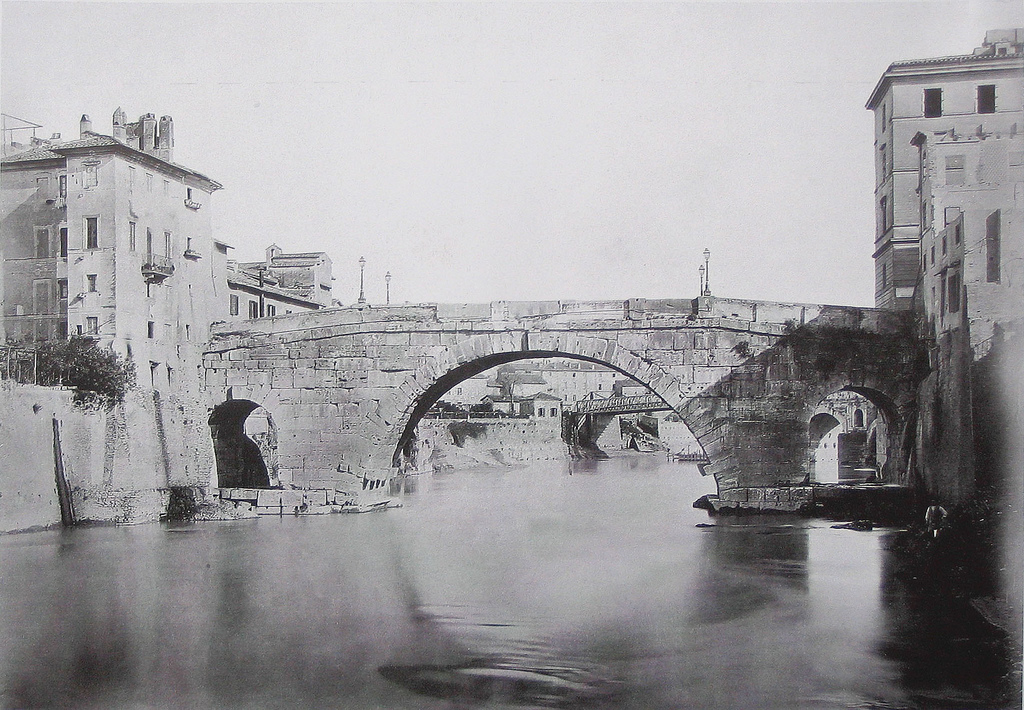
Le pont Cestius dans les années 1880, avant sa démolition.

Le pont fut construit par Lucius ou Caius Cestius au milieu du Ier siècle av. J.-C., et subit de profondes modifications au IVe siècle (vers 370 notamment) sous Valentinien, Valens et Gratien, où il était alors nommé Pons Gratiani. Ainsi, un certain nombre de blocs de pierre, utilisés pour cette construction, proviennent sans doute du Théâtre de Marcellus. Une inscription insérée dans l’épaulement droit du pont témoigne de cette restauration.
À l'origine, l'ouvrage ne faisait que 48 m de longueur, pour 8,20 m de large. La grande arche centrale avait une ouverture de 23,65 m, tandis celle des deux petites arches latérales n'était que de 5,80 m. Les parties intérieures étaient en tuf et en pépérin, les revêtements extérieurs en travertin. 

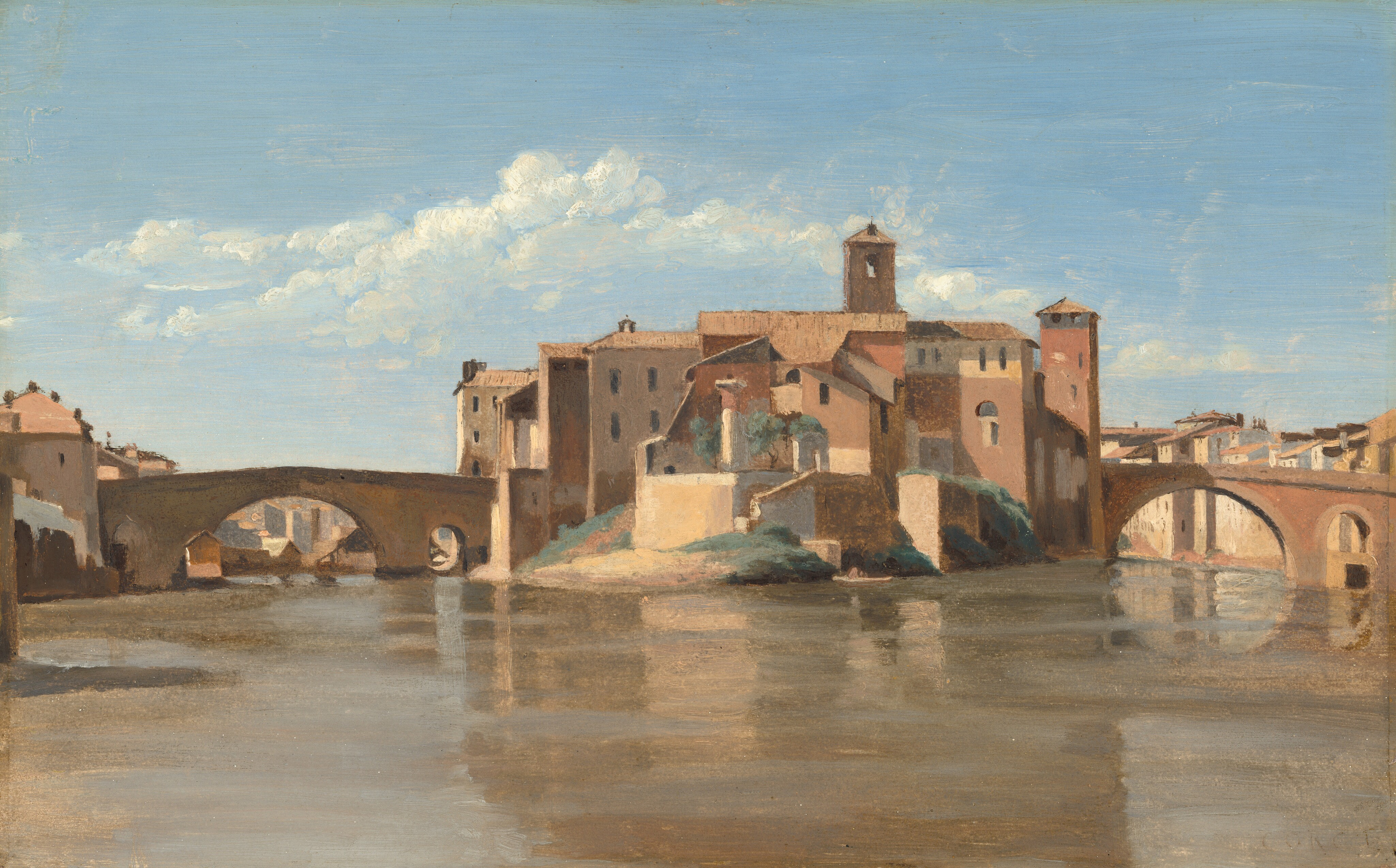
L'Île et le pont de San Bartolomeo, Rome
Camille Corot, 1825-1828
National Gallery of Art, Washington

Au cours de son histoire, le Pont de Gratien subit de nombreuses réparations. Le peintre Camille Corot le représente en 1825-1828 dans une huile sur papier, marouflée sur toile conservé à la National Gallery of Art de Washington.
En raison de travaux d’élargissement du bras droit du fleuve en 1888-1892, il fut démoli et seule l’arche centrale fut refaite à l'identique (en partie avec les matériaux originaux). Afin de surélever les berges du Tibre, les arches mineures furent démolies et laissèrent la place à deux arches de 21,40 m d’ouverture, tandis que celle de l'arche centrale est légèrement plus grande de 5 cm, à 23,70 m.